# دانشنامه ناشنوایان
دانشنامه ناشنوایان (دانا) در یک مجموعه سه جلدی به زبان فارسی توسط مؤسسه فرهنگی- هنری فرجام جام‌جم در زمستان ۱۳۸۸ با مدیریت علمی محمد نوری توسط تعدادی از پژوهشگران به چاپ رسیده‌است.
این دانشنامه حاوی اطلاعات مفیدی در حوزه‌های علمی، فرهنگی، آموزشی و مدنی ویژة ناشنوایان در ایران و کشورهای فارسی‌زبان جهان است. این اثر در ارتقاء دانش و بالابردن اطلاعات علمی، فرهنگی و دانش عمومی ناشنوایان بسیار مؤثر ارزیابی شده‌است. این دانشنامه که چند تن از ناشنوایان نیز در تدوین آن شرکت داشتند، به معرفی شخصیت‌ها، مفاهیم، آثار، موسسات و نهادها و اماکن مرتبط با ناشنوایان می‌پردازد.